# Sers (Tunísia)

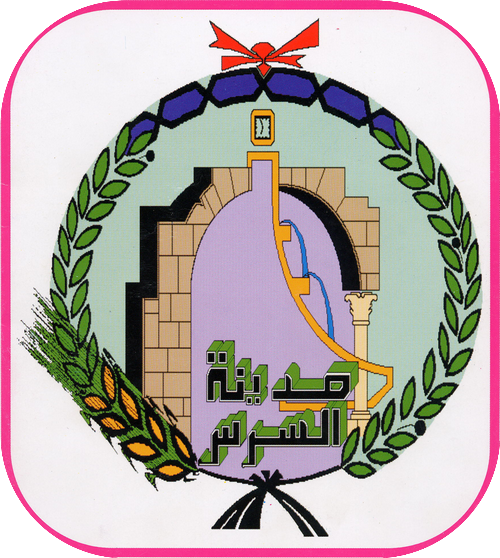
brasão de armas da cidade

Sers, também Le Sers ou Es Sers, é uma cidade e comuna na província de Kef, na Tunísia . Está localizado 35,5 km pela estrada a sudeste de El Kef.  A partir de 2004 tinha uma população de 11.927. A sua actividade económica é maioritariamente dominada pela agricultura, incluindo a produção de cereais.
Ele está localizado no sopé de Jebel Maiza (887 m), que faz parte do cume da Tunísia. É descrita como uma "cidade ferroviária francesa situada no meio de uma vasta bacia natural que contém algumas das terras mais férteis do país". Seu passado remonta à antiguidade, quando era a capital do reino conhecido como Zama Regia . Após a derrota dos cartagineses na Batalha de Zama, Zama Regia foi romanizada como Thusca.